# 니시오즈역
니시오즈역(일본어: 西大洲駅 니시오오즈에키[*])은 일본 에히메현 오즈시에 있는 시코쿠 여객철도 요산선의 역이다. 역 번호는 U15이며, 단선 승강장 1면 1선의 구조를 지닌 지상역이다.

## 역 주변
- 오즈 시립 구메 소학교

## 역사
- 1961년 10월 20일 : 개업.
- 1987년 4월 1일 : 민영화에 따라, 시코쿠 여객철도로 이관.

## 인접 정차역
| 시코쿠 여객철도 요산선               | 시코쿠 여객철도 요산선 | 시코쿠 여객철도 요산선        |
| ------------------------------------ | ---------------------- | ----------------------------- |
| S 18 · U 14 이요오즈 무카이바라 방면 | 요산 선                | 이요히라노 U 16 우와지마 방면 |